# Tephrocactus aoracanthus
Tephrocactus aoracanthus Lem., es una especie fanerógama perteneciente a la familia Cactaceae. 

## Distribución
Es endémica de Argentina en  La Rioja, Córdoba, Mendoza y San Juan.

## Descripción
Tephrocactus aoracanthus crece en grupos o es corto y arbustivo que alcanza un tamaño de 30 a 100 centímetros de altura con un diámetro de 1 a 3 metros. El tallo con segmentos elípticos a ovados de 5 a 10 centímetros, y un diámetro de 4-8 centímetros. Las costillas son moderadas. Con una 30 areolas disponibles. Las espinas suelen surgir sólo en las areolas en los dos tercios superiores de los segmentos. Las espinas en número de 7 - 8 son fuertes, muy irregulares, de color marrón rojizo a negro, que gira alrededor de espinas afiladas que sobresalen ligeramente para propagarse. Miden de 2 a 15 centímetros (raramente a 25 centímetros) de largo. A menudo son retorcidas y entrelazadas. Las flores de color blanco a rosa pálido son de 4 a 6 centímetros de largo y alcanza un diámetro de 5 a 8 cm. Su pericarpio es a 3 centímetros de largo y tiene un diámetro de 2 centímetros. Las frutas son esféricas a ovaladas, de color marrón claro alcanzando un diámetro de 3 centímetros. No es espinoso o puede llevar unas cuantas espinas.

## Taxonomía
Tephrocactus aoracanthus fue descrita por Charles Lemaire y publicado en Cact. Succ. J. 89 (1868)
Etimología
Tephrocactus: nombre genérico que deriva de las palabras griegas: tephra, "ceniza", refiriéndose al color de la planta) y cactus por la familia.
aoracanthus: epíteto
Sinonimia
- Opuntia aoracantha
- Cereus ovatus
- Tephrocactus ovatus
- Opuntia pediophila
- Tephrocactus pediophilus
- Tephrocactus hossei
- Opuntia hossei